# Поповка (Каменской район)
Поповка (укр. Попівка) — село,
Анновский сельский совет,
Верхнеднепровский район,
Днепропетровская область,
Украина.
Код КОАТУУ — 1221081007. Население по переписи 2001 года составляло 39 человек.

## Географическое положение
Село Поповка примыкает к селу Заполички,
на расстоянии в 1 км от села Клин.